# Portel
Portel es un municipio portugués del distrito de Évora, región Alentejo y comunidad intermunicipal del Alentejo Central, con cerca de 2800 habitantes.

## Geografía
Es sede de un municipio con 601,15 km² de área y 5747 habitantes (2021), subdividido en seis freguesias. El municipio está limitado al norte por Évora, al este por Reguengos de Monsaraz, al sureste por Moura, al sur por Vidigueira, al sudoeste por Cuba y al oeste por Viana do Alentejo.

## Historia
La vila de Portel fue fundada en el año 1261, habiendo recibido la foral de municipio anteriormente en 1262.

## Organización territorial
El municipio de  Portel está formado por seis freguesias:
- Amieira e Alqueva
- Monte do Trigo
- Portel
- Santana
- São Bartolomeu do Outeiro e Oriola
- Vera Cruz

## Demografía
| Gráfica de evolución demográfica de Portel entre 1864 y 2021 |
|                                                              |
| Datos según el nomenclátor publicado por el INE portugués.   |